# Ксанфомаліті Леонід Васильович
Ксанфомаліті Леонід Васильович (28 січня 1932, Керч — 7 вересня 2019, Москва) — радянський і російський учений, астрофізик, спеціаліст з дослідження планет сонячної системи, популяризатор науки; доктор фізико-математичних наук, професор, заслужений діяч науки Російської Федерації (1999), член Наукової ради РАН з астробіології, член комісії РАН з космічної топоніміки, головний науковий співробітник та керівник лабораторії фотометрії та ІЧ-радіометрії Відділу фізики планет та малих тіл Інститут космічних досліджень РАН. Автор понад 300 наукових публікацій, у тому числі 4 книг (наукові та науково-популярні монографії).

## Життєпис
Народився 28 січня 1932 року в Керчі в сім'ї інженера Василя Миколайовича Ксанфомаліті (розстріляний радянською владою) та Лідії Миколаївни Михайлової.
У 1958-1967 роках був співробітником Абастуманської астрофізичної обсерваторії, де пройшов шлях від молодшого наукового співробітника до завідувача лабораторії астрономічної радіоелектроніки (його безпосереднім керівником був голова відділу Місяця та планет В. П. Джапіашвілі).
В 1963 захистив дисертацію на ступінь кандидата фізико-математичних наук на тему «Поляриметрія Місяця на основі електронної техніки», а в 1977 захистив дисертацію на ступінь доктора фізико-математичних наук, її тема: «Теплова асиметрія Венери».
Працюючи в ІКІ РАН, практично з його заснування, виконав 19 успішних космічних експериментів із дослідження Венери, Марса, його супутника Фобоса та комети Галлея.
21 грудня 1978 року розроблений Ксанфомаліті високочутливий радіоприймач-спектроаналізатор довгих і наддовгих хвиль «Гроза» (його детектор реагував на магнітну складову електромагнітного поля), встановлений на десантному апараті «Венера»-12, вперше зафіксував у венеріанській атмосфері блискавок. До того дня було відомо про існування блискавок лише на одній планеті – Земля. (Трохи пізніше, у січні 1979 року, величезні блискавки тисячокілометрової протяжності на Юпітері виявить американська АМС «Вояджер»-1.).
25 грудня 1978 року прилад "Гроза", встановлений на десантному апараті "Венера"-11, також зареєстрував електромагнітні сплески від венеріанських блискавок. А 28 грудня 1978 року венеріанські блискавки зафіксував ще й плазмовий детектор OEFD (Orbiter Electric Field Detector; реагував на електричну складову електромагнітного поля), розроблений Фредом Л. Скарфом (Scarf) та встановлений на американському орбітальному апараті «Піонер-Венера».
1 та 5 березня 1982 року реєстрацію електричних розрядів на Венері виконували модифіковані прилади Ксанфомаліті «Гроза»-2, встановлені на десантних апаратах «Венера»-13 та -14. До складу «Грози»-2 входили також акустичний мікрофон, за допомогою якого Ксанфомаліті виміряв швидкість вітру біля поверхні (вона склала 0,3—06 м/с), і мініатюрний сейсмометр, який зафіксував два невеликі поштовхи (мікросейсма) на 1217-й та 1417 секунди своєї роботи на поверхні.
Спочатку Ксанфомаліті вважав, що, як і Землі, блискавки на Венері виникають у хмарному шарі. Однак потім аналіз усіх даних, зібраних приладами «Гроза» та OEFD, привів його до висновку, що здебільшого електричні розряди виникають у нижній тропосфері (до 30 кілометрів над поверхнею), що майже на 20 кілометрів нижче за нижню межу хмарного шару. У результаті Ксанфомаліті вперше запропонував концепцію сучасного вулканізму на Венері: електричні розряди повинні виникати над величезними вулканами, що вивергаються, в основному в областях Бета, Феба і Атла.
У 1999—2008 роках методом надкоротких експозицій виконує серію спостережень Меркурія в кількох обсерваторіях: Абастуманській, Скінакас (Кріт), Стьюард і Маунт-Бігелоу (обидві — Аризона), САТ РАН (станиця Зеленчукська, Карачаєво-Черкесія), Обсерваторія Пік Терскол  (Балкарія).
У 2012 році на основі результатів застосування сучасних методів обробки зображень до фотознімків, отриманих радянськими космічними апаратами «Венера-9», «Венера-13» та «Венера-14», висловив сенсаційну гіпотезу про можливе виявлення життя на поверхні Венери.
24 січня 2000 рішенням Міжнародного астрономічного союзу астероїду 7394, відкритому Н. С. Чорних 18 серпня 1985, присвоюється ім'я Xanthomalitia — на честь першовідкривача електричної активності атмосфери Венери Л. В. Ксанфомаліті.
У 2019 році разом із співавторами опублікував великий огляд у журналі «Успіхи фізичних наук»ю

## Праці та публікації
- Ксанфомалити Л. Находки в SNC-метеорите ALH 84001 // Астроном. вестник. 1997. Т. 31. № 3.
- Ксанфомалити Л. Парад планет. М.: Наука, 1997.
- Ксанфомалити Л. Спор о происхождении находок в метеорите ALH 84001 продолжается // Астроном. вестник. 1998. Т. 32. № 6.
- Ксанфомалити Л. Поиск систем внесолнечных планет с помощью спектрального метода лучевых скоростей и астрометрии // Астроном. вестник. 1999. Т. 33. № 6.
- Ксанфомалити Л. Внесолнечные планетные системы // Астроном. вестник. 2000. Т. 34. № 6.
- Ксанфомалити Л. В. 24 Генеральная ассамблея МАС, симпозиум 202 «Планетные системы во Вселенной» // Астроном. вестник. 2001. Т. 35. № 2.
- Ксанфомалити Л. В.,  Зелёный Л. М., Пармон В. Н., Снытников В. Н. Гипотетические признаки жизни на планете Венера: ревизия результатов телевизионных экспериментов 1975—1982 гг. // УФН (2019) 189 403–432.
- Ксанфомалити Л. В. До востребования // Нева. 2023. № 11.